# BIDV
Pour les articles homonymes, voir BIDV (homonymie).
BIDV ou la Banque commerciale par actions pour l'investissement et le développement du Vietnam (en vietnamien : Ngân hàng Thương mại Cổ phần Đầu tư và Phát triển Việt Nam), est une banque publique appartenant à l'État vietnamien. 

## Histoire
La BIDV est fondée le 26 avril 1957 sous le nom de Bank pour la Construction du Viet Nam (Ngân hàng Kiến thiết Việt Nam), qu'elle gardera jusqu'au 24 juin 1981, date à laquelle elle devient la Banque pour l'Investissement et la Construction du Vietnam (Ngân hàng Đầu tư và Xây dựng Việt Nam). 
Elle prend son nom actuel le 14 novembre 1990. 
À partir de décembre 1994, elle devient une banque commerciale.
En janvier 2007, le gouvernement vietnamien annonce qu'il vend une participation minoritaire de BIDV et de trois autres banques.   
En mars 2007, BIDV obtient du gouvernement la permission d'investir dans des projets routiers et forme l'Expressway Development Company (BEDC).
), 
En septembre 2007, BIDV annonce qu'elle forme le premier groupe vietnamien, Aviation Rental Joint Stock Company (VALC), de financement aérien dans une coentreprise avec Vietnam Airlines, PetroVietnam et VNPT.
En janvier 2014, la banque est cotée à la bourse d'Hô Chi Minh-Ville (code boursier: BID).
En mai 2015, la banque a fusionné avec la Mekong Housing Bank (MHB). 
Après la fusion avec MHB, BIDV est devenue la banque avec les actifs totaux les plus importants parmi les banques commerciales au Vietnam.

## Actionnaires
Au début 2020, l'État vietnamien est toujours très majoritaire :
| # | Actionnaire               | Actions       | %       | nombre d'actionnaires |
| - | ------------------------- | ------------- | ------- | --------------------- |
| 1 | Banque d'État du Viêt Nam | 3 257 324 161 | 95,28 % | 1                     |
| 2 | Actionnaires nationaux    | 78 846 762    | 2,31 %  | 24 911                |
|   | . Organisations           | 19 317 426    | 0,57 %  | 167                   |
|   | . Individus               | 59 529 336    | 1,74 %  | 24 744                |
| 3 | Actionnaires étrangers    | 82 546 422    | 2,41 %  | 593                   |
|   | . Organisations           | 80 318 656    | 2,34 %  | 91                    |
|   | . Individus               | 2 227 766     | 0,07 %  | 502                   |

## Organisation
Le réseau bancaire de BIDV compte 854 agences, 1 824 distributeurs automatiques de billets et 34 000 points de vente.
BIDV a une présence commerciale et des succursales à l'étranger: Laos, Cambodge, Myanmar, Russie, République Tchèque...

### Coentreprises
La BIDV a des coentreprises avec des pays étrangers comme entre autres: VID-Public Joint Venture Bank (Malaisie), Laos-Vietnam Joint Venture Bank (Laos) Vietnam Russia Joint Venture Bank - VRB (Russie), Public Tower Joint Venture Company (Singapour), BIDV - Vietnam Partners Investment Management Joint Venture (USA).

### Filiales
Les filiales de BIDV sont les suivantes:
- BIDV Securities Joint-Stock Company (BSC)
- BIDV Insurance Corporation (BIC)
- Lao-Viet Joint Venture Bank (LVB)
- BIDVSuMi TRUST Leasing Co., Ltd (BSL)
- BIDV Asset Management Company (BAMC)
- BIDV International Company Limited (BIDVI)
- Cambodia Investment and Development Company (IDCC)
- Mekong House Bank Securities Company (MHBS)
- Bank for Investment and Development of Cambodia Plc (IDC)
- Lao – Viet Insurance Joint Venture Company (LVI)
- Cambodia Vietnam Securities Company
- Cambodia Vietnam Insurance Company

## Malversations
La banque est connue pour les accusations concernant M. Tran Bac Ha, président de BIDV du 1er janvier 2008 au 1er septembre 2016, emprisonné par le gouvernement vietnamien fin 2018, accusé de corruption, d'abus de pouvoir et de fonction pendant son mandat. 
Un certain nombre de parents et d'amis proches de M. Tran Bac Ha occupaient de nombreux postes clés à la banque.
Depuis la fusion avec MHB, les créances douteuses du groupe n'ont cessé d'augmenter et le total des créances douteuses de BIDV a continué d'augmenter de 2 100 milliards VND pour atteindre 18 802 milliards VND fin 2018 après audit. 
Le groupe détient le plus grand total de prêts non performants du système bancaire du pays et a le système le plus inefficace pour faire face aux créances douteuses. 
La compétitivité et les performances de la banque sont en baisse face au développement d'autres banques privées. 
Par exemple, en 2018, le bénéfice de la BIDV avant impôt était inférieur à celui de la banque privée Techcombank et BIDV n'est pas aussi profitable que VPBank, MBBank. 
Selon de nombreux experts, BIDV continuera de prendre du retard face à la concurrence des autres banques commerciales telles que VPBank, Techcombank ou MBBank, en particulier et Vietcombank dans un avenir proche.
Le Comité central d'inspection a publié un avis après la réunion des 27 et 28 juin 2018: Le total des prêts non performants de la banque à la fin de 2016 s'élevait à 13 183 milliards de VND, soit une augmentation de 35,95% par rapport à la fin de 2015, soit l'augmentation la plus élevée et la plus rapide du système de banques commerciales au Vietnam de 2015 à 2018.